# 영국의 수산업
영국의 수산업에 대한 설명이다.
영국은 대규모이지만 축소된 어업을 유지하고 있다. 가자미에서 청어에 이르기까지 모든 종류의 물고기를 집으로 가져온다. 영국의 주요 수산물은 청어·대구·광어·연어·송어·새우 등이며 1993년의 어획고는 89만 8,000톤이었다. 영국 어업은 2019년 GVA 기준으로 4억 4,600만 파운드를 기여했다. 이는 영국 전체 GVA의 0.02%에 해당한다. 영국 어업 부문에 대한 해양 관리 기구(Marine Management Organization)의 업데이트된 통계에 따르면 영국 선박이 2017년에 724,000톤의 바다 물고기를 양륙했으며 그 가치는 9억 8천만 파운드에 달한다. 2021년에는 영국 어부 중 53%가 영국에 기반을 두고 있었다. 영국에서 가장 큰 지역은 남서부였으며, 해당 부문 전체 생산량의 10%를 차지했다.
영국의 수산업에서는 북해 대구, 북해 화대, 해덕대구, 남해 게, 서부 스코틀랜드 네프롭, 동부 영국 해협 가리비 등 다양한 생선과 해산물을 어획한다. 환경식품농촌부는 영국 수산업을 담당하는 정부 부처이다.

## 역사
영국의 어업은 한때 세계 최대 규모의 산업 중 하나였다. 감소하는 자원량에 대한 대응으로 공동 수산 정책은 해안으로 반입할 수 있는 어획량에 할당량을 부과했다. 이는 업계의 붕괴를 방지했으며 이후 대구는 지속 가능한 것으로 재분류되었다.